# Victorious
Victorious is een Amerikaanse televisieserie, die uitgezonden werd op Nickelodeon. Het programma was vooral gericht op tieners maar ook op kinderen. De serie maakte zijn debuut op 27 maart 2010, direct na de Nickelodeon Kids' Choice Awards 2010. De serie is bedacht door Dan Schneider en de hoofdrolspeelster was Victoria Justice die Tori Vega speelde.
Tori is studente op de Hollywood Arts High School. Ze heeft hier te maken met allerlei typische personages, waaronder Robbie, een jongen die een nerd-achtig karakter heeft en altijd een handpop bij zich draagt. Typerend aan series van Schneider, is dat er altijd rivaliteit heerst tussen bepaalde personages, zoals de relatie tussen Tori en Jade, die altijd stroef verloopt.
In de Verenigde Staten eindigde de serie op 2 februari 2013. In 3 jaar tijd werden in 4 seizoenen 60 afleveringen uitgezonden. Er kwam een nieuwe serie van Dan Schneider genaamd Sam & Cat, waarin het Victorious-personage Cat Valentine (Ariana Grande) een kamer deelt met Sam Puckett – een personage uit iCarly, een andere serie van Schneider. Deze serie is begonnen op 8 juni 2013 en geëindigd op 17 juli 2014.

## Hoofdrollen
| Personage                | Acteur                              | Nederlandse stem | Beschrijving |
| ------------------------ | ----------------------------------- | --- | --- |
| Tori Vega                | Victoria Justice                    | Cystine Carreon | Tori stond altijd in de schaduw van haar oudere zus Trina, omdat zij altijd de ster van de familie was. Maar als Tori bij een optreden voor Trina moet invallen, komt de directeur het podium op en vraagt aan Tori of ze op Hollywood Arts komt. Tori is een zeer goede zangeres, danseres en actrice, alleen weet ze dat zelf nog niet. André laat het lot van Tori bepalen door het publiek, door te vragen wat ze ervan vonden. Tori vindt dit geweldig en zegt: 'Oké!'. Ze beleeft op haar nieuwe school Hollywood Arts veel avonturen. |
| André Harris             | Leon Thomas III                     | Urvin Monte | André is de beste vriend van Tori. Hij heeft veel talent voor muziek en kan zowat elk instrument bespelen, maar zijn hart ligt toch het meeste bij piano spelen. Hij helpt Tori vaak als ze een nummer moet schrijven en bij optredens. André heeft een dementerende oma die overal bang voor is. |
| Robbie Shapiro           | Matt Bennett                        | Tjeerd Melchers | Robbie is de 'nerd' van de school. Hij is heel verlegen en kan nooit zelf zijn gevoelens uiten, daarvoor gebruikt hij altijd zijn buikspreekpop Rex, wat zo goed is dat het lijkt alsof de pop een eigen leven leidt. Zijn pop zegt erg vaak 'Je weet niet half wat ik kan!'. Ooit had hij een eigen rubriek op de Hollywood Arts site genaamd: "Robarazzi". Nu gebruikt hij die rubriek om vetvrije recepten te delen. Hij is van joodse afkomst. In het tweede seizoen blijkt dat hij een oogje heeft op Cat. |
| Rex Powers               | Matt Bennett spel, Jake Farrow stem | Tjeerd Melchers | Rex is Robbies alter ego, die letterlijk een buikspreekpop is en overal mee naartoe gedragen wordt door Robbie. Robbie heeft Rex sinds hij heel jong was. Omdat Robbie het grootste deel van de tijd te verlegen is om voor zichzelf te spreken, praat hij via Rex om zijn werkelijke gevoelens en gedachten te uiten. De anderen behandelen Rex als een echt persoon en zowel Robbie als Rex hebben er een hekel aan wanneer Rex een "pop" of "marionet" wordt genoemd. Rex is geobsedeerd door "De Northridge Girls", aantrekkelijke meisjes van een buurt in Los Angeles. Robbie vraagt Rex vaak om advies en inzicht, maar Rex' advies is bijna altijd off-beat. Rex is sarcastisch en gemeen, vooral tegen Robbie, maar het is aangetoond dat geen van beide zonder de ander kan. In de aflevering "Blooptorious" en de iCarly-aflevering "iBloop 2: Electric Bloopaloo", speelt Rex zijn eigen alter ego Christopher Cane, waarin hij gastheer is van de aflevering en de castleden interviewt. In het vierde seizoen komt hij minder vaak voor. |
| Jade West                | Elizabeth Gillies                   | Yael van Rosmalen seizoen 1-3, Marloes van den Heuvel in de laatste scène van "Becks Grote Doorbraak", Nathalie Haneveld seizoen 3-4 | Jade is een jaloerse, gemene meid met een klein hartje. Ze kan niet altijd even goed overweg met Tori en laat doorschemeren dat ze Tori niet mag, maar als het erop aankomt helpen ze elkaar toch. Door haar kledingstijl, die bestaat uit vele donkere kleuren, lijkt ze een punk/gothic type. Ze heeft een relatie met Beck. Vanaf de aflevering "The Worst Couple" waren ze niet meer bij elkaar. Vanaf de aflevering "Tori Fixes Beck and Jade" is het weer aan tussen de twee. |
| Catarina "Cat" Valentine | Ariana Grande                       | Stephanie van Rooijen | Cat is de beste vriendin van Jade. Ze heeft opvallend rood haar en is een echte dramaqueen. Als ze toneelspeelt, doet ze het altijd heel overdreven, maar uiteindelijk blijkt ze toch meer talent voor acteren en een prachtig zangstem te hebben dan wie dan ook. Ze komt een tikkeltje dom over, maar is wel een heel enthousiast en lief meisje. Ze praat meestal met het gesprek mee en gaat dan plotseling op een ander onderwerp over dat helemaal niks met het gesprek te maken heeft, om later weer terug te vallen op een onderwerp dat eerder in het gesprek voorkwam. Daarnaast vertelt ze ook vaak over haar gekke broer met "probleempjes". Cat is een van de hoofdpersonen in de spin-off Sam & Cat. |
| Beck Oliver              | Avan Jogia                          | Joey van der Velden, Jürgen Theuns 2 zinnen in "Volgersgevecht"                                                                      | Beck is het vriendje van Jade. Vanaf de aflevering "The Worst Couple" waren Beck en Jade uit elkaar, echter komen de twee in de aflevering "Tori Fixes Beck and Jade" weer bij elkaar. Beck is geboren in Canada, net als de acteur die zijn personage speelt. Beck woont in een caravan op de oprit van zijn ouders, zodat hij zijn eigen regels kan volgen. |
| Trina Vega               | Daniella Monet                      | Nine Meijer | Trina is de oudere zus van Tori. Ze zat als eerste op Hollywood Arts en Tori moest altijd in haar schaduw staan. Ze vindt één dag verjaardag niet goed genoeg, dus ze heeft een verjaarweek. Trina is helemaal niet bescheiden en denkt dat ze een geweldige actrice en zangeres is. Ze denkt dat alles in de wereld allemaal om haar draait. Lange tijd was het een raadsel hoe zij op Hollywood Arts is gekomen, totdat bleek dat Sikowitz niet helemaal nuchter was toen zij auditie deed: hij dronk bedorven kokosmelk waardoor hij vage hallucinaties kreeg. Ze is koppig en naïef, maar heeft stiekem een hart van goud. Ze is overduidelijk verliefd op Beck en doet er alles aan om hem te verleiden. Vaak zingt ze vals maar er waren momenten dat zij goed kon zingen, zoals in Feest met Victorious en 1 April. |

## Bijrollen
| Personage              | Acteur                      | Nederlandse stem                 | Beschrijving |
| ---------------------- | --------------------------- | -------------------------------- | --- |
| Mevrouw Harris         | Marilyn Harris              | Ine Kuhr                         | Mevrouw Harris is de oma van André. Zij heeft een psychische ziekte, dus zij schreeuwt vaak en is bijna overal bang voor. Haar voornaam is Charlotte, maar ze wordt zelden zo genoemd. Zij komt in meerdere afleveringen voor. |
| Lane Alexander         | Lane Napper                 | Rop Verheijen                    | Lane is de coördinator van Hollywood Arts. Hij helpt de leerlingen met hun problemen en lost hun ruzies op. Hij haat een uitgedroogde huid, dus hij gebruikt vaak lotion om dit te verhelpen. Hij komt in 20 afleveringen voor. |
| Meneer en Mevrouw Vega | Jim Pirri en Jennifer Carta | Timo Bakker en Jannemien Cnossen | Meneer en Mevrouw Vega zijn de ouders van Trina en Tori. Ze komen soms langs bij hun dochters, maar zijn dan meestal onbehulpzaam voor hen. Ze letten vaak op zichzelf. Meneer Vega is een politie-agent, iets wat Tori graag tegen iemand zegt die haar irriteert. Hun voornamen zijn David en Holly, maar ze worden zelden zo genoemd. David komt in 7 afleveringen voor en Holly in 12 afleveringen. |
| Erwin Sikowitz         | Eric Lange                  | Daan van Rijsel                  | Sikowitz is de dramaleraar van Hollywood Arts. Hij is heel erg vreemd en hippie-achtig maar toch heel erg leerzaam. Hij drinkt graag kokosmelk. Hij is vaak de begeleider van de hoofdpersonages. Hij komt in 25 afleveringen voor. |
| Sinjin Van Cleef       | Michael Eric Reid           | Maikel Nieuwhuis                 | Sinjin is een leerling van Hollywood Arts die niet echt bevriend is met de hoofdpersonages. Hij is intelligent, maar hij is een nerd en heel erg vreemd. Verder doet hij het productiewerk en het technische werk voor Hollywood Arts. Hij komt in 31 afleveringen voor. |
| Festus                 | Marco Aiello                | onbekend                         | Festus is de kantinemedewerker van Hollywood Arts. Hij raakte een keer gewond omdat Robbie en Trina vochten. Verder heeft hij een lange tijd in Yerba gewoond, en zei hij tegen Tori en de rest dat ze daar wel gratis op vakantie konden als ze elke dag een liedje zongen. Yerba was alleen niet het mooie vakantieparadijs dat ze dachten, maar een staat in oorlog waar ze in de gevangenis belandden. Ook maakte hij ooit een grap waarbij hij zei dat er alleen burrito's waren, maar er waren ook andere gerechten. Direct daarna schreeuwde hij in de eettruck, terwijl hij er alleen werkt. Het is niet duidelijk of Festus zijn voornaam, achternaam of bijnaam is. Hij komt in 4 afleveringen voor. |
| Mevrouw Lee            | Susan Chuang                | Marloes van den Heuvel           | Mevrouw Lee is de eigenaar van een Chinees restaurant, Wok Star. Zij wil graag meewerken aan het toneelstuk van Jade en in ruil daarvoor moet haar dochter meespelen in het stuk. Jade laat mevrouw Lee's dochter hangen aan een haak als ze op moet. Later in de serie haat zij Tori door dat incident en ze heeft een Japans Nozu restaurant, omdat haar oude restaurant verbrand is. Niemand weet hierdoor of zij Chinees of Japans is en haar voornaam is ook niet bekend. Ze komt in meerdere afleveringen voor. |
| P.J.                   | Bryce Foster                | Peter de Kroon                   | P.J. is een leerling van Hollywood Arts. Hij is een coole skater maar hij stinkt nogal. Hij wordt zelfs door Cat en Robbie toegezongen met deze boodschap. Het is niet duidelijk of P.J. zijn voornaam, achternaam of bijnaam is. Hij verschijnt in seizoen 3 voor het eerst. |

## Afleveringen
| Seizoen | Afleveringen | Uitzendingen      | Uitzendingen     | Dvd-uitgave | Dvd-uitgave     |
| Seizoen | Afleveringen | Start             | Einde            | Deel 1      | Deel 2          |
| ------- | ------------ | ----------------- | ---------------- | ----------- | --------------- |
| 1       | 20           | 27 maart 2010     | 26 maart 2011    | 5 juli 2011 | 1 november 2011 |
| 2       | 14           | 2 april 2011      | 26 december 2011 | 15 mei 2012 | 15 mei 2012     |
| 3       | 13           | 28 januari 2012   | 30 juni 2012     |             |                 |
| 4       | 13           | 22 september 2012 | 2 februari 2013  |             |                 |

## Prijzen
| Jaar | Prijs                                       | Categorie                                                                                              | Ontvanger                         | Resultaat   | Referentie.   |
| ---- | ------------------------------------------- | --- | --------------------------------- | ----------- | ------------- |
| 2010 | Teen Choice Awards                          | Choice TV Breakout Show                                                                                | Victorious                        | Genomineerd | [ 2 ] [ 3 ]   |
| 2010 | Hollywood Teen TV Awards                    | Teen Pick Actrice: Komedie                                                                             | Victoria Justice                  | Genomineerd | [ 4 ]         |
| 2010 | Hollywood Teen TV Awards                    | Teen Pick Actrice: Komedie                                                                             | Ariana Grande                     | Genomineerd | [ 4 ]         |
| 2010 | Hollywood Teen TV Awards                    | Teen Pick Show: Komedie                                                                                | Victorious                        | Genomineerd | [ 4 ]         |
| 2011 | Nickelodeon Kids' Choice Awards 2011        | Favoriete TV Actrice                                                                                   | Victoria Justice                  | Genomineerd | [ 5 ] [ 6 ]   |
| 2011 | UK Kids' Choice Awards 2011                 | Nick UK's Favoriete TV Show                                                                            | Victorious                        | Genomineerd | [ 7 ]         |
| 2011 | UK Kids' Choice Awards 2011                 | Nick UK's Grappigste Persoon                                                                           | Matt Bennett                      | Genomineerd | [ 7 ]         |
| 2011 | Nickelodeon Kids' Choice Awards (Australië) | Favoriete TV Ster                                                                                      | Victoria Justice                  | Genomineerd | [ 8 ] [ 9 ]   |
| 2011 | Nickelodeon Kids' Choice Awards (Australië) | Favoriete TV Show                                                                                      | Victorious                        | Genomineerd | [ 8 ] [ 9 ]   |
| 2011 | Imagen Award                                | Beste Jonge Actrice/Televisie                                                                          | Victoria Justice                  | Genomineerd | [ 10 ]        |
| 2011 | Primetime Emmy Awards                       | Jeugdprogramma (Outstanding Children's Program)                                                        | Victorious                        | Genomineerd | [ 11 ]        |
| 2011 | ALMA Awards                                 | Favoriete TV Actrice – Hoofdrol in een Komedie                                                         | Victoria Justice                  | Genomineerd | [ 12 ] [ 13 ] |
| 2011 | NAACP Image Awards                          | Optreden in jeugdprogramma (Outstanding Performance in a Youth/Children's Program (Series or Special)) | Victoria Justice                  | Genomineerd | [ 14 ] [ 15 ] |
| 2011 | British Academy Children's Awards           | BAFTA Kind's Stem: Televisie                                                                           | Victorious                        | Genomineerd | [ 16 ]        |
| 2011 | Youth Rocks Awards                          | Rockin' Ensemble Cast (TV/ Komedie)                                                                    | Victorious                        | Genomineerd | [ 17 ] [ 18 ] |
| 2012 | Nickelodeon Kids' Choice Awards 2012        | Favoriete TV Show                                                                                      | Victorious                        | Gewonnen    | [ 19 ]        |
| 2012 | Nickelodeon Kids' Choice Awards 2012        | Favoriete TV Actrice                                                                                   | Victoria Justice                  | Genomineerd | [ 19 ] [ 20 ] |
| 2012 | Hollywood Teen TV Awards                    | Favoriete Televisie Actrice                                                                            | Victoria Justice                  | Genomineerd | [ 21 ]        |
| 2012 | Hollywood Teen TV Awards                    | Favoriete Televisie Actrice                                                                            | Ariana Grande                     | Gewonnen    | [ 21 ]        |
| 2012 | Hollywood Teen TV Awards                    | Favoriete Televisie Show                                                                               | Victorious                        | Genomineerd | [ 22 ]        |
| 2012 | Imagen Awards                               | Beste Jonge Actrice/Televisie                                                                          | Victoria Justice                  | Genomineerd | [ 23 ] [ 24 ] |
| 2012 | Primetime Emmy Awards                       | Jeugdprogramma (Outstanding Children's Program)                                                        | Victorious                        | Genomineerd | [ 25 ]        |
| 2012 | Primetime Emmy Awards                       | Outstanding Hairstyling for a Multi-Camera Series or Special                                           | Aflevering: April Fools Blank     | Genomineerd | [ 26 ]        |
| 2012 | Primetime Emmy Awards                       | Outstanding Makeup for a Multi-Camera Series or Special (Non-Prosthetic)                               | Aflevering: April Fools Blank     | Genomineerd | [ 27 ]        |
| 2012 | ALMA Awards                                 | Favoriete TV Actrice — Komedie                                                                         | Victoria Justice                  | Genomineerd | [ 28 ] [ 29 ] |
| 2012 | Casting Society of America                  | Outstanding Achievement in Casting - Children's Series Programming                                     | Krisha Bullock Jennifer Treadwell | Genomineerd | [ 30 ]        |
| 2012 | NAACP Image Awards                          | Optreden in jeugdprogramma (Outstanding Performance in a Youth/Children's Program (Series or Special)) | Leon Thomas III                   | Genomineerd | [ 31 ] [ 32 ] |
| 2012 | Kids' Choice Awards Mexico                  | Favoriete Internationale Show                                                                          | Victorious                        | Genomineerd | [ 33 ] [ 34 ] |
| 2012 | Kids' Choice Awards Argentina               | Internationale TV Show                                                                                 | Victorious                        | Gewonnen    | [ 35 ]        |
| 2013 | Nickelodeon Kids' Choice Awards 2013        | Favoriete TV Show                                                                                      | Victorious                        | Gewonnen    | [ 36 ]        |
| 2013 | Nickelodeon Kids' Choice Awards 2013        | Favoriete TV Actrice                                                                                   | Victoria Justice                  | Genomineerd | [ 36 ]        |
| 2013 | Nickelodeon Kids' Choice Awards (Australië) | Aussie’s Favoriete Nick Ster                                                                           | Ariana Grande                     | Genomineerd | [ 37 ]        |
| 2013 | Nickelodeon Kids' Choice Awards (Australië) | Aussie’s Favoriete Nick Ster                                                                           | Victoria Justice                  | Gewonnen    | [ 37 ]        |
| 2013 | Young Artist Awards                         | Best Performance in a TV Series - Gastrol jonge actrice 17-21                                          | Jennifer Veal                     | Genomineerd | [ 38 ]        |
| 2013 | Young Artist Awards                         | Beste optreden in een TV serie - Gastrol jonge acteur 11-13                                            | Parker Contreras                  | Genomineerd | [ 38 ]        |
| 2013 | Young Artist Awards                         | Beste optreden in een TV serie - Gastrol jonge acteur 11-13                                            | Joe D'Giovanni                    | Genomineerd | [ 38 ]        |
| 2013 | Young Artist Awards                         | Beste optreden in een TV serie - Gastrol jonge actrice Tien en jonger                                  | Sage Boatright                    | Genomineerd | [ 38 ]        |
| 2013 | Young Artist Awards                         | Beste optreden in een TV serie - Gastrol jonge actrice Tien en jonger                                  | Ryan Lee                          | Genomineerd | [ 38 ]        |
| 2013 | Young Artist Awards                         | Beste optreden in een TV serie - Terugkerende jonge acteur 17-21                                       | Mikey Reid                        | Genomineerd | [ 38 ]        |
| 2013 | Kids Choice Awards México 2013              | Favoriete internationale TV Show                                                                       | Victorious                        | Gewonnen    | [ 39 ]        |

## Dvd's
| Titel                                  | Datum            | Disks | Afleveringen           | Extra's | In Nederland te krijgen |
| -------------------------------------- | ---------------- | ----- | ---------------------- | --- | ----------------------- |
| Victorious: Seizoen 1, Vol. 1          | 6 augustus 2011  | 2     | 1-7, 10, 15, 19        | iCarly aflevering: iAm your Biggest Fan + Muziekvideo's van 'Freak The Freak Out' en 'Beggin' On Your Knees'                               | Ja                      |
| Victorious: Seizoen 1, Vol. 2          | 1 november 2011  | 2     | 8, 9, 11-14, 16-18, 20 | Big Time Rush aflevering: Welcome back, Big Time + Achter de schermen bij iParty with Victorious + Muziekvideo van 'Best Friend's Brother' | Ja                      |
| Victorious: The Complete Second Season | 15 mei 2012      | 2     | 21-32, 34              | Achter de schermen bij 'Locked Up' + 7 geheimen van Victoria Justice                                                                       | Ja                      |
| Victorious: Seizoen 3, Vol. 1          | 20 november 2013 | 2     | 33, 35-43, 46-49       | Geen | Ja                      |
| Victorious: Seizoen 3, Vol. 2          | 21 maart 2014    | 2     | 44-45, 50-60           | Geen | Ja                      |

## Streamingsdiensten
Sinds de lancering van SkyShowtime in Nederland op 25 oktober 2022, zijn alle seizoenen en afleveringen van Victorious beschikbaar op deze streamingsdienst. Seizoenen 3 en 4 zijn hier samengevoegd tot één. Hiervoor was seizoen 1 al beschikbaar op Netflix in Nederland.

## Trivia
- In een aantal afleveringen staat "iCarly" (van dezelfde makers) ergens op: op een sticker op een kluisje, een magneetje op een koelkast en op een computerbeeldscherm.
- Net als bij Zoey 101, iCarly en Sam & Cat gebruiken de acteurs PearPhones en PearPads. Deze zijn een parodie op Apple-producten. De logo's op de achterkant van de apparaten hebben de vorm van een peer zonder een hap terwijl het Apple-logo een appel is met een hap eruit.
- Robbie van Victorious en Freddie en Spencer van iCarly zijn de enige personages die een rechthoekige PearPad hebben met een diagonale lengte van zo'n halve meter.
- In een aantal afleveringen komen acteurs voorbij die hebben meegewerkt in de programma's van Dan Schneider, namelijk Drake Bell, Josh Peck en Yvette Nicole Brown (Helen) van Drake & Josh en Jennette McCurdy, Nathan Kress en Jerry Trainor van iCarly. Verder komen ook Perez Hilton, Ke$ha en haar broertje voorbij.
- Aflevering 1 van seizoen 3 is gebaseerd/een parodie op The Breakfast Club, een Amerikaanse speelfilm uit 1985. In Victorious noemen de leerlingen zich niet The Breakfast Club, maar The Breakfast Bunch. De titelsong van The Breakfast Club, Don't you (forget about me) van Simple Minds werd ook gecoverd.

Lijst van afleveringen